# هومر جونز
هومر جونز (بالإنجليزية: Homer Jones)‏ هو لاعب كرة قدم أمريكية أمريكي، ولد في 18 فبراير 1941 في بيتسبورغ في الولايات المتحدة.

## وصلات خارجية
- هومر جونز على موقع مرجع كرة القدم المحترفة.كوم (الإنجليزية)